# Благородный дикарь
Благоро́дный дика́рь (фр. bon sauvage) — тип персонажа, особенно популярный в литературе эпохи Просвещения (XVIII век). Призван иллюстрировать врождённую добродетельность человека до его соприкосновения с цивилизацией и тесно связан с представлениями о золотом веке.

## История образа в мировой литературе
Уже шумеры противопоставляют деревенскую простоту нравов городскому разврату: Энкиду из эпоса о Гильгамеше может считаться древнейшим примером благородного дикаря. Обитатели античных полисов восхищались простодушием и самоотверженностью варварских народов. Так, Гомер идеализировал пастухов Аркадии, Гораций завидовал участи мужественных скифов, а Тацит ставил в пример своим соотечественникам германцев.
В эпоху Великих географических открытий интерес к «первобытным» людям, не испорченным цивилизацией, получил новый импульс. Мишель Монтень с глубокой симпатией описывает жителей Нового света в своём эссе «О каннибалах». 
Образ «благородного дикаря» занимает большое место уже в самых ранних романах Нового времени. Одним из претендентов на звание первого «современного» романа является «Оруноко» Афры Бен (1688) — рассказ о возвышенном африканском принце, попавшем в рабство к англичанам в Суринаме. Чертами «благородного дикаря» наделён и Пятница в «Робинзоне Крузо». Образцовый «благородный дикарь» этого времени — Простодушный Вольтера.
В эпоху сентиментализма образ «благородного дикаря» становится одним из самых популярных. Жан-Жак Руссо в трактате «Эмиль» (1762) ополчается против развращающего влияния современного образования и восхваляет природную добродетельность человека. Идеализированные образы дикарей проходят через ранние повести Шатобриана («Атала» и «Рене» — обе 1801).

Образы благородных индейцев — Чингачгука в романах Фенимора Купера, Квикега в «Моби Дике», Оцеолы Майн Рида — принадлежат к числу самых ярких в американской литературе эпохи романтизма. В русской же литературе черты благородных дикарей начиная с «Бедной Лизы» Карамзина и «Аммалат-бека» Марлинского переносятся на русских крестьян либо кавказских горцев. Сентиментальной идеализацией крестьянства отмечены многие произведения классической русской литературы, в частности, тургеневские «Записки охотника». 
С наступлением эпохи реализма тип «благородного дикаря» в «высокой» литературе вымирает, вытесняясь в приключенческую беллетристику Жюля Верна и Майн Рида, а у благородных индейцев принимают эстафету Тарзан, Маугли, Конан-Варвар и Дерсу Узала. Первый из них благороден не только по нраву, но и по крови: его отцом назван британский лорд. 

## Современная идеализация первобытных обществ
Как отмечают, знаменитый этнограф Фрэзер на вопрос, встречал ли он когда-нибудь «дикаря», отвечал: «Не дай Бог!» Этот случай иллюстрирует весьма скептическое отношение антропологов к представлениям о невинности «детей природы». 
Тем не менее в 1970-е годы в этнографии произошла мистификация, связанная с (мнимым) обнаружением на Филиппинах изолированного племени «благородных дикарей» (см. тасадай-манубе). Антрополога Р. Б. Ли упрекают в том, что он идеализирует охотников-собирателей и их образ жизни.
Образ «благородного дикаря» вновь стал востребован с подъёмом направлений экоактивизма, приветствующих возврат к допромышленной эре. В блокбастере Джеймса Кэмерона «Аватар» (2009) врождённое благородство было приписано инопланетянам, не затронутым тлетворным влиянием современной цивилизации.
Идеализированные представления о первобытных предках проповедуют также анархо-примитивисты (к примеру, Джон Зерзан).